# Ludwinów (Częstochowa)
Pour les articles homonymes, voir Ludwinów.
Ludwinów est une localité polonaise de la gmina de Koniecpol, située dans le powiat de Częstochowa en voïvodie de Silésie.